# رنگ‌آمیزی شیشه و علامت‌گذاری رنگ

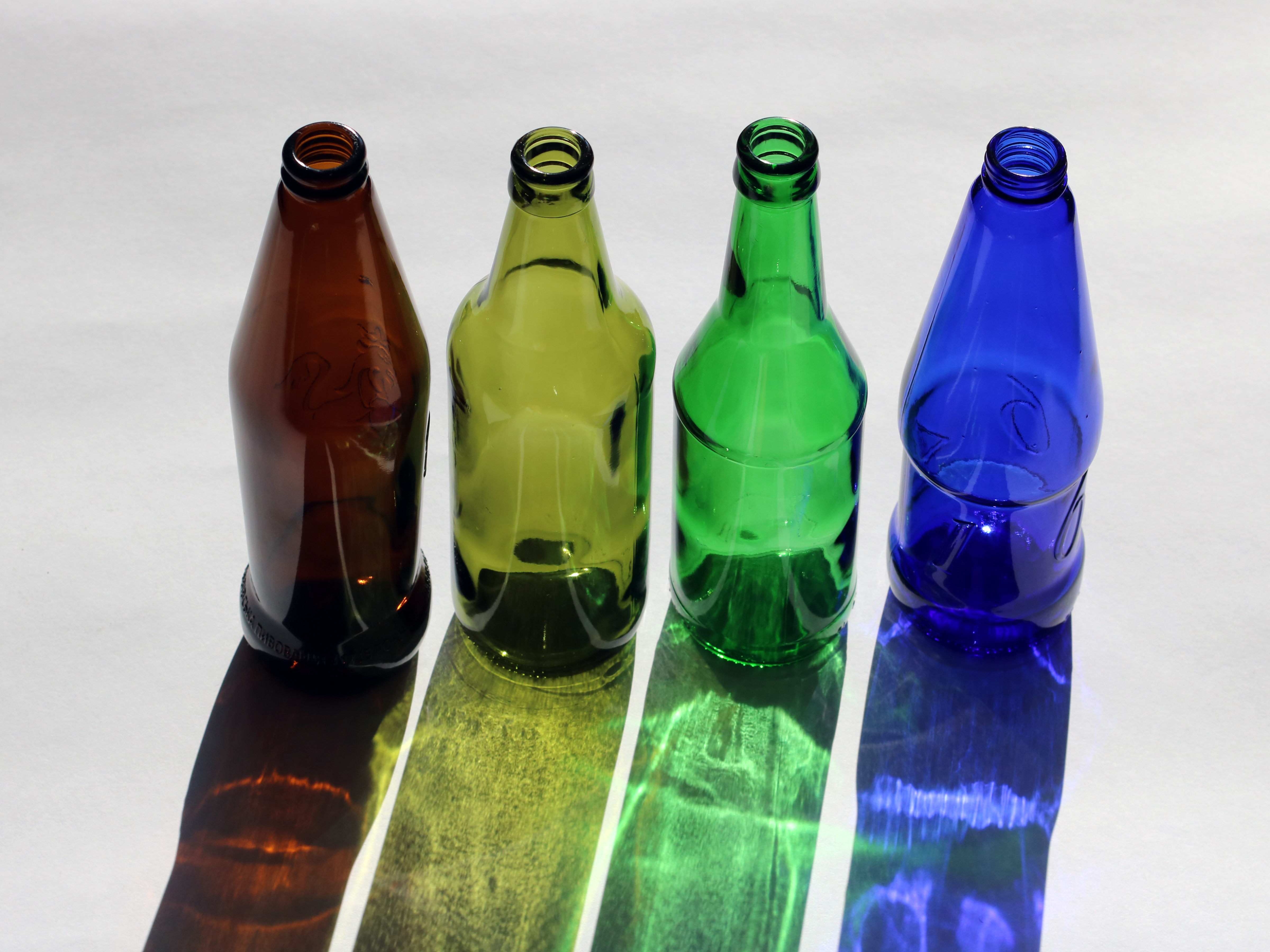
بطری‌های شیشه‌ای در رنگ‌های مختلف

رنگ آمیزی شیشه و علامت گذاری رنگ به روش‌های lختلفی بدست می‌آید:
1. با افزودن یون‌های رنگی،[۱][۲]
2. با رسوب کلوئیدهایی به اندازه نانومتر (به اصطلاح عینک‌های چشمگیر[۱] مانند "gold ruby"[۳] یا قرمز "selenium ruby"),[۲] شیشه میناکاری شده رومی باستان، قرن ۱، Begram Hoard

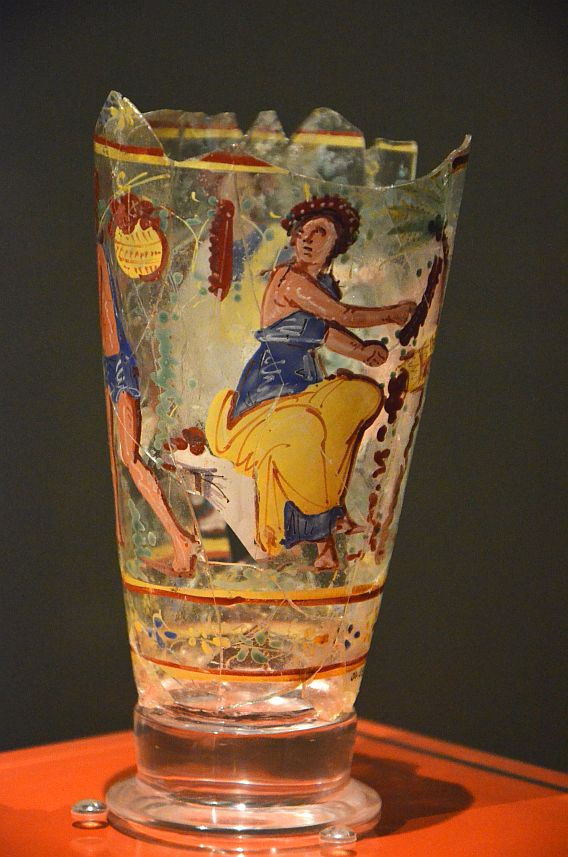
شیشه میناکاری شده رومی باستان، قرن ۱، Begram Hoard

3. با اجزاء رنگی (مانند شیشه شیر و شیشه دودی)
4. با پراکندگی نور (مانند شیشه‌های جدا شده از فاز)[۲]
5. با پوشش‌های دو رنگ (به شیشه دو رنگ مراجعه کنید)،
6. توسط پوشش‌های رنگی

## یون‌های رنگ آمیزی

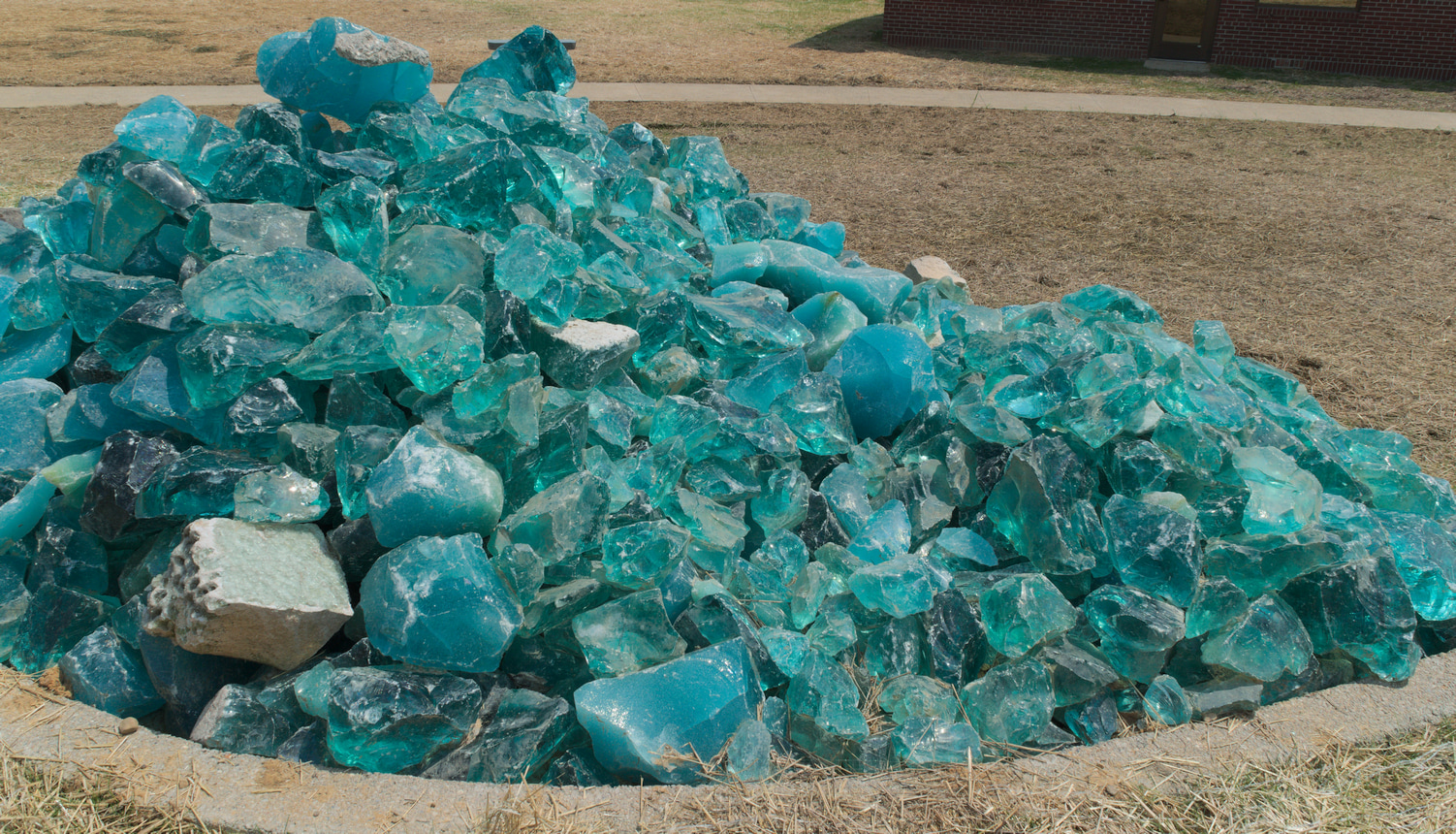
شیشه اکسید آهن (II).

شیشه‌های سودا-آهک معمولی وقتی نازک هستند با چشم غیرمسلح بی‌رنگ به نظر می‌رسند، اگرچه ناخالصی‌های اکسید آهن رنگ سبزی ایجاد می‌کنند که می‌توان آن را در قطعات ضخیم یا با کمک ابزارهای علمی مشاهده کرد. می‌توان فلزات و اکسیدهای فلز بیشتری را در طول ساخت شیشه به آن اضافه کرد تا رنگ آن را تغییر دهد که می‌تواند باعث زیبایی بیشتر نمونه شود. نمونه‌هایی از این افزودنی‌ها در زیر ذکر شده‌است:

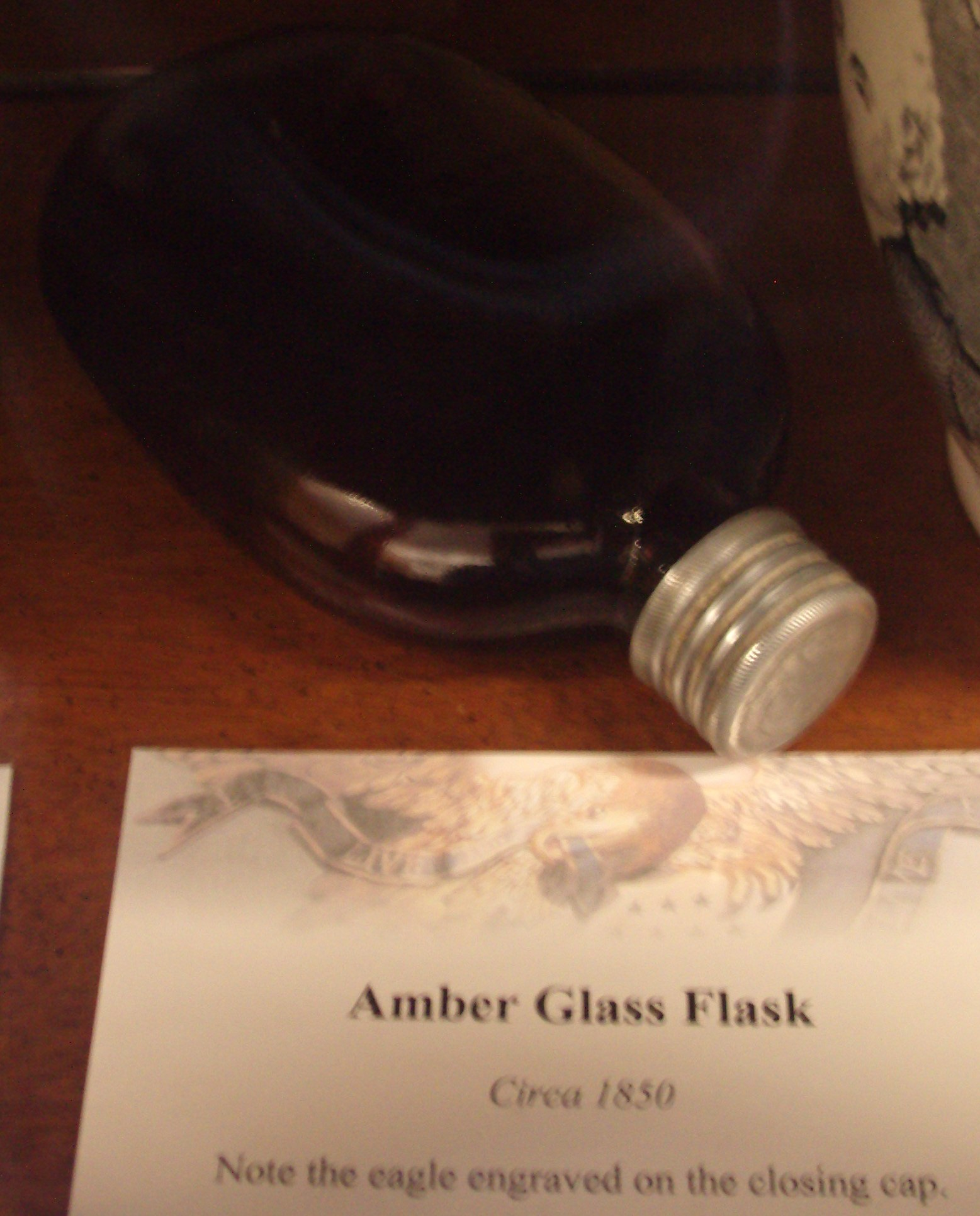
شیشه کهربا

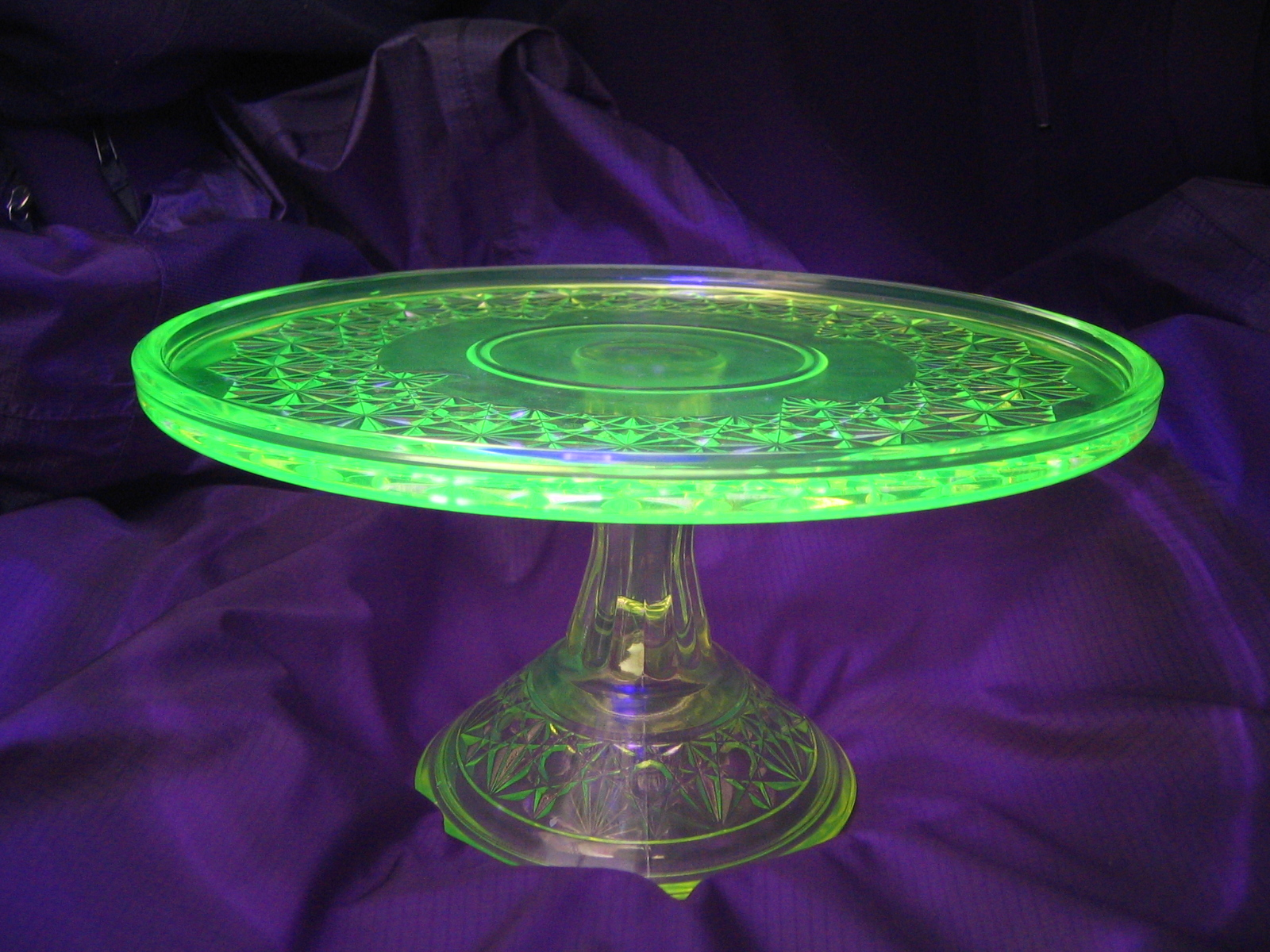
شیشه اورانیومی که زیر نور UV می‌درخشد

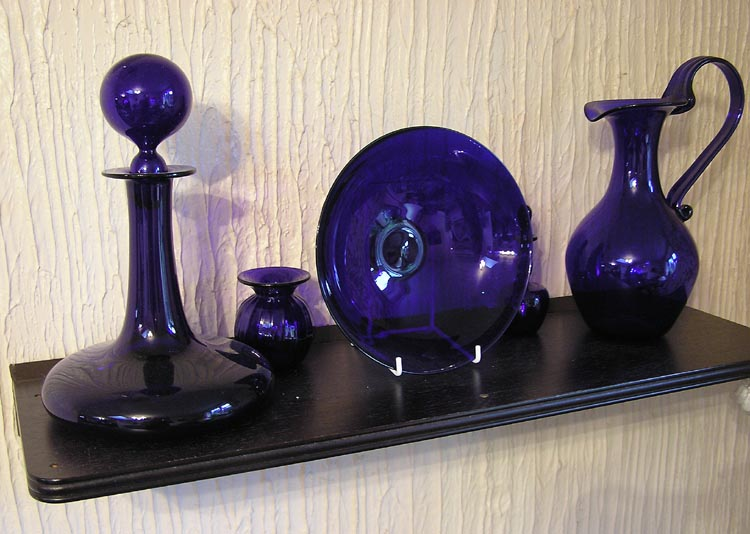
شیشه کبالت برای تزئین

- اگر اکسید آهن (II) به شیشه اضافه شود منجر به ایجاد شیشه سبز مایل به آبی می‌شود که اغلب در بطری‌های نوشیدنی‌ها استفاده می‌شود. این اکسید به همراه با کروم رنگ سبز پررنگ تری را می‌دهد که برای بطری‌های شیشه‌ای استفاده می‌شود.
- گوگرد به همراه با کربن و نمک‌های آهن برای تشکیل پلی سولفیدهای آهن و تولید شیشه کهربایی از رنگ زرد تا سیاه استفاده می‌شود. در شیشه‌های بوروسیلیکات غنی از بور، گوگرد رنگ آبی ایجاد می‌کند. اما همراه با کلسیم رنگ زرد تیره ای به دست می‌دهد.[۴]
- منگنز را می‌توان در مقادیر کم برای از بین بردن رنگ سبز ایجاد شده توسط آهن استفاده نمود یا در غلظت‌های بالاتر برای دادن رنگ آمیتیست به شیشه اضافه شود. منگنز یکی از قدیمی‌ترین افزودنی‌های شیشه است و شیشه منگنزکه به رنگ بنفش بوده‌است از اوایل تاریخ توسط مصریان استفاده می‌شده‌است.
- منگنز دی‌اکسید که سیاه رنگ است برای حذف رنگ سبز از شیشه استفاده می‌شود. بدین صورت که در یک فرایند بسیار آهسته، این ماده به پرمنگنات سدیم که یک ترکیب بنفش تیره می‌باشد تبدیل می‌شود. در نیوانگلند، برخی از خانه‌هایی که بیش از ۳۰۰ سال پیش ساخته شده‌اند، شیشه‌های پنجره آن‌ها به دلیل این تغییر شیمیایی، کمی به رنگ بنفش درآمده است. این شیشه‌ها عتیقه‌های ارزشمندی هستند. این فرایند ممکن است به‌طور گسترده با فرایند تشکیل «شیشه آمیتیست صحرا» اشتباه گرفته شود که در آن شیشه ای که در معرض آفتاب صحرا با یک جزء فرابنفش بالا قرار دارد، رنگ بنفش ظریفی ایجاد می‌کند. باید دقت شود که جزئیات فرایند و ترکیب شیشه و نتایج نیز متفاوت است، زیرا به دست آوردن یا تولید نمونه‌های سالم کنترل شده کار ساده ای نمی‌باشد.
- غلظت‌های کوچک کبالت (۰٫۰۲۵ تا ۰٫۱٪) باعث ایجاد شیشه‌های آبی می‌شود. بهترین نتایج اضافه کردن این ماده را می‌توان در شیشه حاوی پتاس نشاهده نمود. همین‌طور از مقادیر بسیار کم آن می‌توان برای رنگ زدایی استفاده نمود.
- اضافه کردن ۲ تا ۳ درصد از اکسید مس به شیشه می‌تواند رنگ فیروزه ای را تولید کند.
- اضافه کردن نیکل بسته به غلظت آن، می‌تواند شیشه آبی، بنفش یا سیاه تولید کند. کریستال سرب با اضافه شدن نیکل به آن رنگ ارغوانی به خود می‌گیرد. از نیکل همراه با مقدار کمی کبالت برای رنگ‌زدایی شیشه‌های سربی نیز استفاده می‌شود.
- کروم یک عامل رنگی بسیار قوی می‌باشد که می‌تواند رنگ سبز تیره[۵] یا در غلظت‌های بالاتر حتی رنگ سیاه نیز ایجاد کند. کروم همراه با اکسید قلع و آرسنیک، شیشه سبز زمردی تولید می‌کند. کروم آونتورین، که با رشد صفحات موازی اکسید کروم (III) بزرگ، در طول خنک شدن به دست می‌آید، از شیشه با اکسید کروم اضافه شده به مقدار بالاتر از حد حلالیت آن در شیشه ساخته می‌شود.
- اضافه کردن کادمیوم همراه با گوگرد ، سولفید کادمیوم را تشکیل می‌دهد و منجر به تولید رنگ زرد تیره می‌شود که اغلب در لعاب استفاده می‌شود. اما باید دقت شود که کادمیوم سمی می‌باشد. کادمیوم همراه با سلنیوم و گوگرد، سایه‌هایی از رنگ قرمز روشن و نارنجی تولید می‌کند.[۶]
- با افزودن تیتانیوم، شیشه قهوه ای مایل به زرد تولید می‌شود. تیتانیوم که به ندرت به تنهایی مورد استفاده قرار می‌گیرد، بیشتر برای تشدید و شفاف کردن سایر افزودنی‌های رنگی استفاده می‌شود.
- اورانیوم (۰٫۱ تا ۲ درصد) را می‌توان به شیشه اضافه کرد تا رنگ زرد یا سبز فلورسنت به شیشه بدهد.[۷] شیشه اورانیوم معمولاً آنقدر رادیواکتیو نیست که خطرناک باشد، اما اگر پودر شود، مانند صیقل دادن با کاغذ سنباده، و استنشاق شود، می‌تواند سرطان‌زا باشد. اگر اورانیوم با شیشه‌های سربی با نسبت بسیار بالای سرب استفاده شود، رنگ قرمز تیره را ایجاد می‌کند.
- افزودنن دیدیمیوم به شیشه رنگ سبز (مورد استفاده در فیلترهای UV) یا قرمز یاسی را به ما می‌دهد.[۶]

## عینک‌های چشمگیر

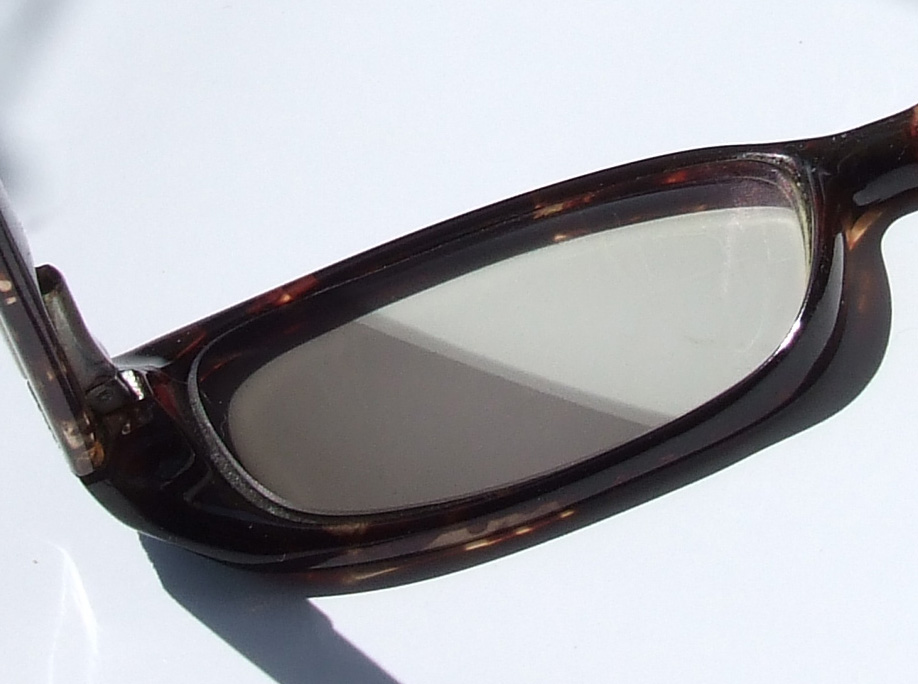
لنز عینک فتوکرومیک.
این رنگ توسط نانو ذرات نقره ایجاد می‌شود.

- افزودن سلنیوم مانند منگنز می‌تواند در غلظت‌های کم برای رنگ‌زدایی شیشه یا در غلظت‌های بالاتر برای ایجاد رنگ مایل به قرمز استفاده شود که این تغییر رنگ ناشی از نانوذرات سلنیوم پراکنده در شیشه است. یکی از راه‌های بسیار مهم برای ساخت شیشه‌های صورتی و قرمز افزودن سلنیوم با غلظت بالا است. هنگامی که این ماده همراه با سولفید کادمیوم استفاده می‌شود،[۸] رنگ قرمز درخشانی به دست می‌آورد که به نام "یاقوت سلنیوم" شناخته می‌شود.
- مس فلزی خالص، شیشه ای به رنگ قرمز تیره و مات تولید می‌کند که گاهی به عنوان جایگزینی برای طلا در تولید شیشه‌های یاقوتی رنگ استفاده می‌شود.
- طلای فلزی، در غلظت‌های بسیار کوچک (حدود ۰٫۰۰۱٪ یا ۱۰ پی پی ام)، یک شیشه یاقوتی رنگ ("Ruby Gold" یا "Rubino Oro") تولید می‌کند، در حالی که غلظت‌های پایین‌تر آن رنگ قرمز کمتری تولید می‌کند که اغلب به عنوان " کرن بری" در بازار وجود دارد. این رنگ به دلیل اندازه و پراکندگی ذرات طلا ایجاد می‌شود. شیشه طلایی یاقوتی معمولاً از شیشه سربی با اضافه کردن قلع به آن ساخته می‌شود.
- ترکیبات نقره مانند: نیترات نقره و هالیدهای نقره می‌توانند طیف رنگی از نارنجی -قرمز تا زرد را ایجاد کنند. باید دقت نمود که نحوه گرم شدن و سرد شدن شیشه می‌تواند تأثیر قابل توجهی بر رنگ‌های تولید شده توسط این ترکیبات داشته باشد. همچنین لنزهای فتوکرومیک و شیشه‌های حساس به نور بر پایه نقره ساخته شده‌اند.
- بنفش کاسیوس یک رنگدانه بنفش است که از واکنش نمک‌های طلا با کلرید قلع (II) تشکیل می‌شود.

## اضافه شدن رنگ به شیشه
روش‌های اصلی این کار شیشه‌های لعابی است که اساساً تکنیکی برای نقاشی الگوها یا تصاویر است که هم برای ظروف شیشه‌ای و هم روی شیشه‌های رنگی استفاده می‌شود و رنگ شیشه‌ای معمولاً سیاه و نقره‌ای که رنگ زرد را به نارنجی روی شیشه‌های رنگی می‌دهد. همه اینها در یک کوره حرارت داده می‌شوند و در صورت استفاده صحیح می‌توانند بسیار بادوام باشند. این فرایند در مورد شیشه‌های «رنگ‌شده سرد» صادق نیست.

## اجزاء رنگی
اکسید قلع با آنتیموان و اکسیدهای آرسنیک، رنگ سفید مات (کاربرد: شیشه شیر) را تولید می‌کند که برای اولین بار در ونیز برای تولید چینی بدلی استفاده شد و سپس با لعاب رنگ‌آمیزی شد. به‌طور مشابه، برخی از عینک‌های دودی ممکن است بر اساس ادغام‌های اجزا رنگی تیره باشند، همچنین با رنگ آمیزی یونی نیز امکان تولید رنگ‌های تیره وجود دارد (به بالا مراجعه کنید).

## رنگ ناشی از پراکندگی

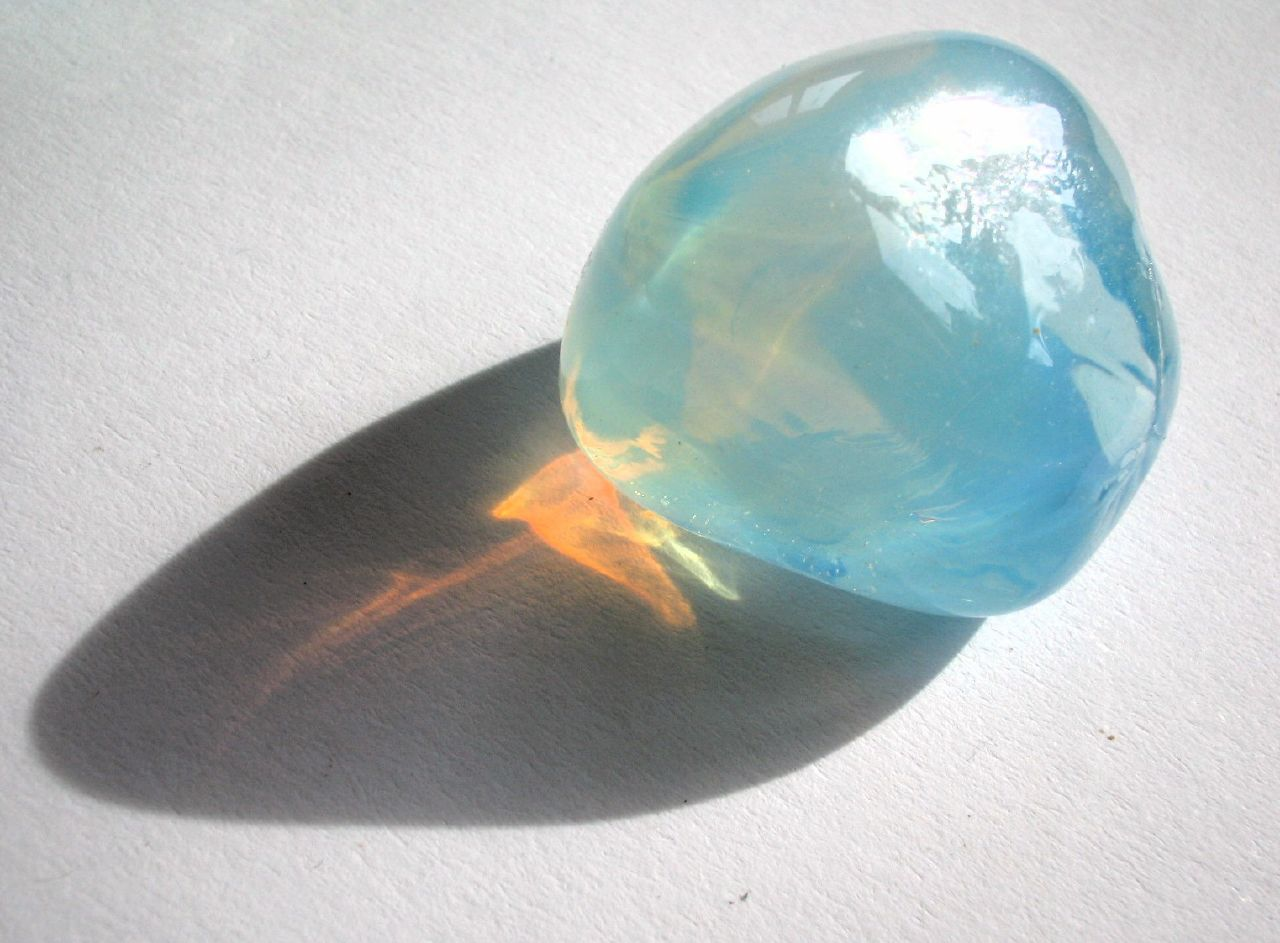
جلوه تیندال در شیشه اپالسنت : از پهلو آبی به نظر می‌رسد، اما نور نارنجی از آن می‌تابد.

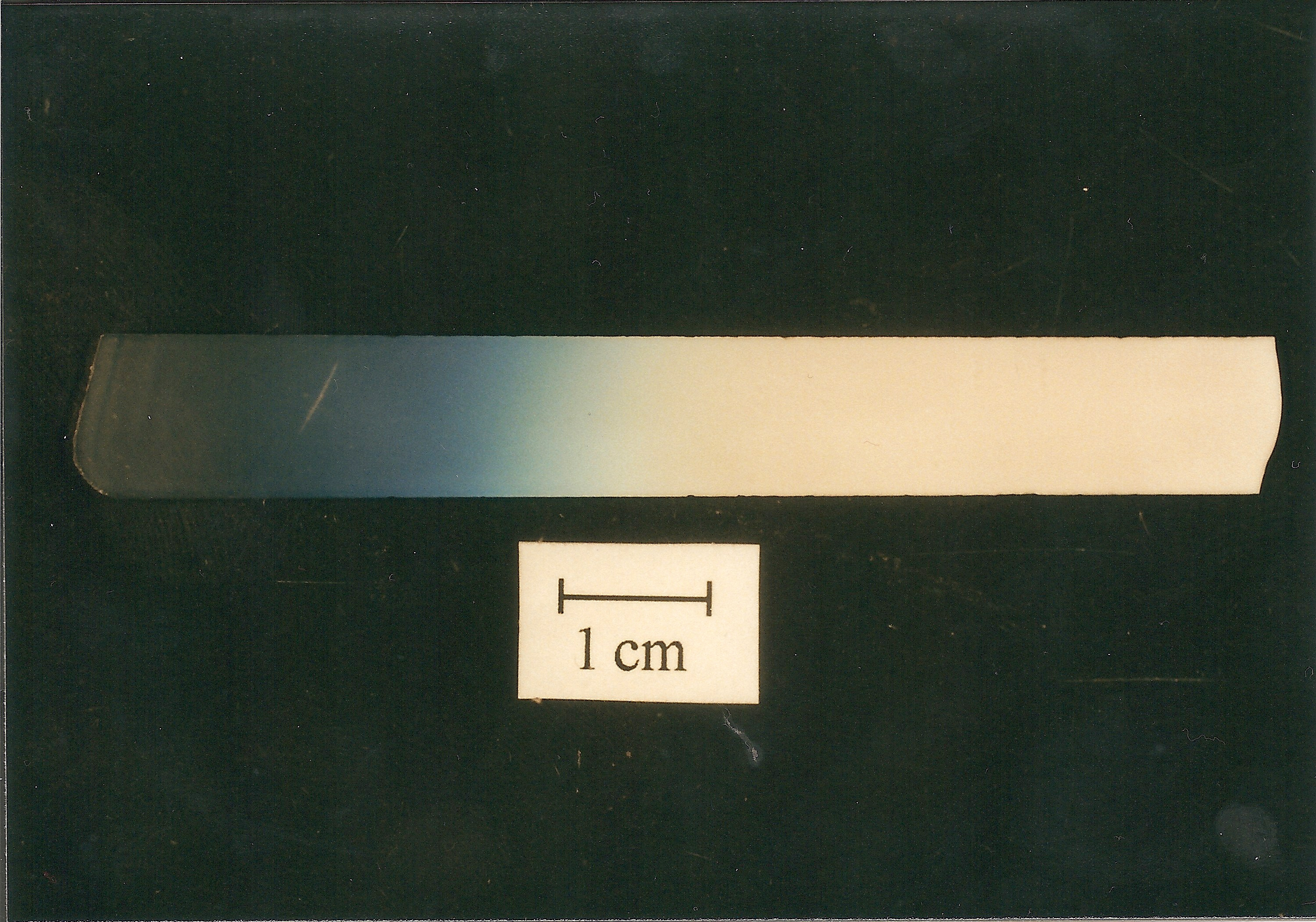
شیشه متخلخل (منافذ بزرگ در سمت راست)؛ رنگ آمیزی بر اساس اثر Tyndall.

اگر ابعاد فازها مشابه یا بزرگتر از طول موج نور مرئی باشد، شیشه‌های حاوی دو یا چند فاز با ضریب شکست متفاوت، رنگ‌آمیزی را بر اساس اثر تیندال و با تئوری Mie نشان می‌دهند. نور پراکنده همان‌طور که در تصویر دیده می‌شود آبی و بنفش است، در حالی که نور عبوری زرد و قرمز است.

## شیشه دو رنگ

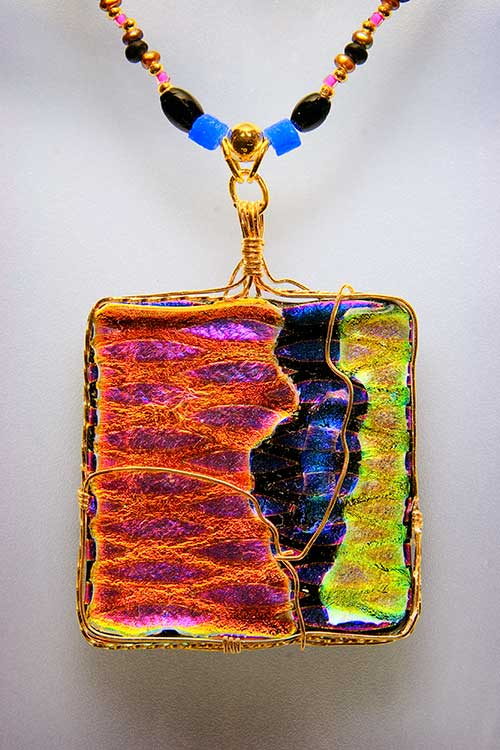
آویز ساخته شده از شیشه دو رنگ

شیشه دی کرویک دارای یک یا چند پوشش در محدوده نانومتری می‌باشد (به عنوان مثال فلزات، اکسیدهای فلزی یا نیتریدها) که به شیشه خاصیت نوری دو رنگ می‌دهد. همچنین ظاهر آبی برخی از شیشه‌های حلویخودروها به دلیل دورنگی بودن ایجاد می‌شود.

## موارد مشابه
- نظریه میدان کریستال - رنگ آمیزی توضیح فیزیکی
- رنگ شیشه‌های رنگی قرون وسطایی
- تاریک شدن هیدروژنی
- جذب یون هیدروکسیل
- مواد شفاف